# Erbiceni
Erbiceni è un comune della Romania di 5 743 abitanti, ubicato nel distretto di Iași, nella regione storica della Moldavia.
Il comune è formato dall'unione di 5 villaggi: Bârlești, Erbiceni, Spinoasa, Sprânceana, Totoești.
Erbiceni ha dato i natali allo storico Constantin Erbiceanu (1838 - 1913), membro dell'Accademia Romena.